# 季琦
季琦（1966年10月—），江苏省如东县人，商人，连续联合创办了携程旅行网、如家酒店集团以及华住酒店集团。

## 生平
1985年9月，本科毕业于上海交通大学工程力学系；
1989年8月至1992年3月，就读于上海交通大学机械工程系机器人专业，获得硕士学位。
1992年3月至1994年6月，就职于长江计算机集团上海计算机技术服务公司，历任技术支持部工程师、销售工程师、项目主任、市场部经理、市场及销售部经理等职。
1994年7月至1995年3月，旅居美国；
1995年4月，任北京中化英华智能系统有限公司华东区总经理；
1997年9月，创办上海协成科技有限责任公司，任总经理。
1999年5月，他和沈南鹏、梁建章以及范敏等人创办了携程旅行网，任总裁；
2002年6月，代表携程参与创办如家快捷酒店。
2005年初，沈南鹏迫使季琦退出如家（例如柳传志对待倪光南和段永基对待王志东），後季琦创建“汉庭商务酒店”，即日后的“华住酒店集团”。